# 战火浮生
《教會》（英語：The Mission）是一部1986年的英国時代电影，表述18世纪天主教耶稣会赴南美传教的故事。编剧是羅伯特·鮑特，导演是羅蘭·佐夫，主演罗伯特·德尼罗及謝洛美·艾朗斯等。
影片获得金棕榈奖和奥斯卡最佳摄影奖。影片配乐是恩尼奥·莫里科内，该配乐名列《AFI百年百大电影配乐》第23名。

## 劇情
十八世紀五十年代，天主教耶穌會會士深入南美叢林（今巴拉圭、阿根廷、巴西交界處）向當地原住民瓜拉尼人（Guaraní）傳教。羅德里戈·門多薩（罗伯特·德尼罗 飾演）爲當時西班牙殖民地的一名傭兵，在發現其未婚妻與其兄弟发生恋情後手刃其弟，雖然門多薩免於死罪，但仍不免良心有愧。在耶穌會修士加布里埃爾（謝洛美·艾朗斯 飾演）的勸說下，門多薩隨從修士前往他們傳教的地方。電影中，原住民瓜拉尼十分友善，門多薩被感動，開始參與耶穌會的活動，並且在修士加布里埃爾與菲爾丁（連恩·尼遜 飾演）的見證下成爲了一名耶穌會士。1750年，西葡馬德里條約生效，由於耶穌會傳教場地被西班牙殖民當局轉讓予葡萄牙殖民當局，葡萄牙人認為耶穌會所建立的平等社會有礙於其所實行的奴隸制，電影中，梵蒂岡派遣了前耶穌會士，時任紅衣主教的阿爾塔米拉諾（雷·麥卡那利 飾演）前往決斷耶穌會的傳教是否應當被保留。在聽取殖民當局與耶穌會的辯論時，耶穌會向主教展示了由一名原住民所詠唱的讚美詩，反駁殖民當局所謂“原住民是野獸”的論調。備受西葡殖民當局的壓力，主教親自訪問了耶穌會傳教的地方，雖然傳教的成功使他驚訝，他仍然要求耶穌會士與原住民離開傳教地。緊接而來的是西班牙與葡萄牙的聯合攻勢，電影中，門多薩、菲爾丁戰歿，加布里埃爾領著原住民婦孺，高舉十字架，向著軍隊前進，見到此番情景的西葡兵士們不忍開火，然而在指揮官的命令下，包括加布里埃爾在內大多數婦女、兒童都被殺害。影片的末尾，阿爾塔米拉諾主教與殖民地官員交談，官員表示：“我們要在這現實世界工作，而現實世界就是如此。”主教答道：“不，這世界變成這樣是我們造成的，而這後果....是我的決定造成的（thus have we made the world.. thus have I made it）。”影片的最後出現了幾行結束語，告訴觀眾們耶穌會士及其他勢力仍在南美堅持爲原住民的權益而奮鬥。然後以聖經若望福音第一章第五節：“光在黑暗中照耀，黑暗決不能勝過衪。”謝幕。

## 演員
- 罗伯特·德尼罗 飾演 Captain Rodrigo Mendoza
- 謝洛美·艾朗斯 飾演 Father Gabriel
- 雷·麥卡那利（英语：Ray McAnally） 飾演 Cardinal Altamirano
- 艾丹·奎因 飾演 Felipe Mendoza
- 賽瑞·朗西（英语：Cherie Lunghi） 飾演 Carlotta
- 朗諾·匹克（英语：Ronald Pickup） 飾演 Don Hontar
- 查克·洛（英语：Chuck Low） 飾演 Don Cabeza
- 連恩·尼遜 飾演 Father John Fielding
- Bercelio Moya 飾演 Indian Boy
- Sigifredo Ismare 飾演 Witch Doctor
- Asuncion Ontiveros 飾演 Indian Chief
- Alejandrino Moya 飾演 Chief's Lieutenant
- 丹尼爾·巴維根（英语：Daniel Berrigan） 飾演 Sebastian
- Rolf Gray 飾演 Father Ralph
- 阿爾瓦羅·葛雷洛（英语：Álvaro Guerrero） 飾演 Jesuit

## 原声配乐
所有歌曲均为恩尼奥·莫里科内谱写。
1. "On Earth As It Is In Heaven" – 3:50
2. "Falls" – 1:55
3. "Gabriel's Oboe" – 2:14
4. "Ave Maria Guarani" – 2:51
5. "Brothers" – 1:32
6. "Carlotta" – 1:21
7. "Vita Nostra" – 1:54
8. "Climb" – 1:37
9. "Remorse" – 2:46
10. "Penance" – 4:03
11. "The Mission" – 2:49
12. "River" – 1:59
13. "Gabriel's Oboe" – 2:40
14. "Te Deum Guarani" – 0:48
15. "Refusal" – 3:30
16. "Asuncion" – 1:27
17. "Alone" – 4:25
18. "Guarani" – 3:56
19. "The Sword" – 2:00
20. "Miserere" – 1:00